# 조우종
조우종(趙優鍾, 1976년 10월 6일 ~ )은 KBS의 전직 아나운서이자 프리랜서 방송인으로, 현재는 퇴사하였다.
2004년 MC 서바이벌에서 은상을 수상한 바 있다.

## 학력
- 영동중학교 (졸업)
- 양재고등학교 (졸업)
- 한국외국어대학교 (용인캠퍼스 이탈리아어  본 전공/ 학사)

## 논란
2017년 3월 16일 한남동 그랜드 하얏트 호텔에서 KBS 정다은 아나운서와 결혼식을 올렸다. 다만 비밀 연애 기간 동안 방송에서 썸 기류를 보인 개그우먼 김지민과의 관계 논란이나 기타 예능 프로그램에 출연하여 솔로라서 외롭다는 식의 발언을 한 것에 대해 진정성 논란이 일자, 결혼 후 조우종은 자신의 SNS에 결혼 소감을 밝히면서 이에 대해 사과했다.
한국외대 내부 구성원들 사이에서 학벌 세탁 논란이 있다. 재학 당시 분교였던 용인 캠퍼스(현 글로벌 캠퍼스) 이탈리아어과에 입학하여 학위를 취득한 후, 한국외국어대학교 서울 캠퍼스 신문방송학과에서 복수학위를 취득하였다. 하지만 아나운서 입직 이후 네이버 프로필과 방송 등에서 서울캠퍼스에서 학위를 취득한 사실만을 기입 및 언급해왔다. KBS 2TV의 프로그램 여유만만에서 한국외대 서울캠퍼스 법학과를 졸업한 배우 박성웅을 학교 선배라고 칭한 일화가 그 일례이다.

## 경력
| 연도      | 사항                   |
| --------- | ---------------------- |
| 2005~2016 | KBS 31기 공채 아나운서 |

### 텔레비전
| 연도 | 방송사       | 장르      | 프로그램                      | 진행 기간                           | 비고                                        |
| ---- | ------------ | --------- | ----------------------------- | ----------------------------------- | ------------------------------------------- |
| 2005 | KBS 대구     | 연예/오락 | 퀴즈쇼 교실이데아             | 2005년                              |                                             |
| 2007 | KBS2         | 뉴스      | KBS 8 아침뉴스타임            | 2007년 4월 30일 ~ 2008년 3월 28일   | 연예수첩                                    |
| 2007 | KBS2         | 시사/교양 | 무한지대 큐                   | 2007년 11월 5일 ~ 2010년 5월 6일    | 첫 MC                                       |
| 2007 | KBS2         | 연예/오락 | 연예가중계                    | 2007년 10월 13일                    |                                             |
| 2007 | KBS1         | 시사/교양 | 유유자작                      | 2007년 5월 3일 ~ 2007년 11월 1일    |                                             |
| 2007 | KBS1         | 예능      | 토요일 가족이 부른다          | 2007년 11월 10일 ~ 2009년 10월 17일 | 아침마당                                    |
| 2008 | KBS2         | 시사/교양 | 좋은나라 운동본부             | 2008년 4월 2일 ~ 2008년 11월 12일   | 조우종의 식권사수                           |
| 2008 | KBS News     | 시사/교양 | 조우종의 왈가왈부             | 2008년 5월 28일 ~ 2010년 2월 22일   | ※인터넷 방송                                |
| 2008 | KBS1         | 스포츠    | 일요 스포츠 중계석            | 2008년 11월 23일 ~ 2009년 4월 19일  |                                             |
| 2009 | KBS2         | 예능      | 주주클럽                      | 2009년 3월 8일 ~ 2009년 4월 19일    |                                             |
| 2009 | KBS2         | 정보/교양 | 생방송 오늘                   | 2009년 10월 24일 ~ 2010년 12월 25일 | 토요일 MC                                   |
| 2010 | KBS2         | 예능      | 위기탈출 넘버원               | 2010년 5월 10일 ~ 2011년 1월 17일   |                                             |
| 2010 | KBS1         | 시사/교양 | 퀴즈 대한민국                 | 2010년 5월 16일 ~ 2011년 5월 29일   |                                             |
| 2011 | KBS2         | 시사/교양 | 체험 삶의 현장                | 2011년 1월 6일 ~ 2011년 5월 19일    |                                             |
| 2011 | KBS2         | 시사/교양 | 여유만만                      | 2011년 5월 30일 ~ 2014년 12월 31일  |                                             |
| 2012 | KBS2         | 어린이    | 누가누가 잘하나               | 2012년 3월 16일 ~ 2013년 1월 18일   |                                             |
| 2012 | KBS2         | 예능      | 영화가 좋다                   | 2012년 5월 19일 ~ 2013년 4월 6일    |                                             |
| 2013 | KBS2         | 예능      | 이야기쇼 두드림               | 2013년 4월 13일 ~ 2013년 6월 5일    |                                             |
| 2013 | KBS2         | 예능      | 황금 카메라                   | 2013년 5월 16일 ~ 2013년 8월 22일   |                                             |
| 2014 | KBS2         | 예능      | 인간의 조건                   | 2014년 5월 17일 ~ 2014년 12월 20일  |                                             |
| 2014 | KBS2         | 예능      | 가족의 품격 풀하우스          | 2014년 7월 9일 ~ 2014년 12월 24일   |                                             |
| 2015 | KBS2         | 예능      | 1 대 100                      | 2015년 1월 6일 ~ 2016년 8월 23일    |                                             |
| 2015 | KBS2         | 예능      | 마녀와 야수                   | 2015년 4월 16일 ~ 2015년 4월 30일   |                                             |
| 2015 | KBS2         | 예능      | 나를 돌아봐                   | 2015년 9월 11일 ~ 2016년 4월 29일   |                                             |
| 2015 | KBS1         | 시사/교양 | 아이디어 대한민국 나는 농부다 | 2015년 10월 17일 ~ 2015년 11월 21일 |                                             |
| 2016 | KBS2         | 예능      | 어서옵쇼                      | 2016년 7월 29일                     | 게스트                                      |
| 2016 | MBC          | 예능      | 나 혼자 산다 - 무지개 라이브  | 2016년 11월 18일                    | 게스트                                      |
| 2016 | tvN          | 예능      | 예능인력소                    | 2016년 11월 28일 ~ 2016년 12월 26일 | 공동 MC                                     |
| 2016 | KBS Joy      | 예능      | 차트를 달리는 남자            | 2016년 12월 10일 ~ 2022년 7월 16일  | 공동 MC                                     |
| 2017 | MBC          | 예능      | 은밀하게 위대하게             | 2017년 1월 15일                     |                                             |
| 2017 | MBC 에브리원 | 예능      | 아찔한 캠핑                   | 2017년 1월 30일 ~ 2017년 2월 27일   |                                             |
| 2017 | JTBC         | 시사/교양 | 진짜 의사가 돌아왔다          | 2017년 4월 29일 ~ 2017년 11월 25일  |                                             |
| 2017 | TV조선       | 예능      | 반전상회                      | 2017년 9월 10일 ~ 2017년 11월 12일  | 공동 MC                                     |
| 2017 | MBC          | 예능      | 미스터리 음악쇼 복면가왕      | 2017년 11월 26일                    | 참가자 (내 맘이 열리게 클릭해줘! 광마우스!) |
| 2018 | E채널        | 예능      | 산으로 가는 예능 - 정상회담   | 2018년 3월 17일 ~                   | 방영예정                                    |
| 2018 | SBS          | 예능      | 런닝맨                        | 2018년 5월 20일                     | 게스트                                      |
| 2018 | EBS          | 시사/교양 | 초이슈                        | 2018년 5월 30일 ~ 현재              |                                             |
| 2018 | TV조선       | 예능      | 5000만의 나눔퀴즈쇼 주세요    | 2018년 7월 8일 ~ 현재               | 공동 MC                                     |
| 2018 | MBC          | 예능      | 구내식당- 남의 회사 유랑기    | 2018년 7월 19일 ~ 2017년 10월 13일  | 공동 MC                                     |
| 2018 | MBN          | 예능      | 넌 어느 별에서 왔니           | 2018년 10월 29일 ~ 현재             |                                             |
| 2018 | tvN          | 예능      | 너의 돈소리가 들려            | 2018년 11월 19일 ~ 2018년 12월 10일 |                                             |
| 2019 | MBC          | 예능      | 가인이어라                    | 2019년 11월 10일                    |                                             |
| 2019 | SBS          | 예능      | 미운 우리 새끼                | 2019년 12월 15일                    | 특별출연                                    |
| 2020 | KBS1         | 예능      | TV는 사랑을 싣고              | 2020년 5월 8일                      | 게스트                                      |
| 2020 | KBS2         | 예능      | 옥탑방의 문제아들             | 2020년 9월 22일                     | 아나운서 부부                               |
| 2020 | TBS          | 시사/교양 | 토론쇼 21세기 소년소녀        | 2020년 9월 23일 ~ 현재              | 단독 MC                                     |
| 2020 | KBS2         | 예능      | 퀴즈 위의 아이돌              | 2020년 10월 10일                    | 아나운서 특집                               |
| 2020 | KBS2         | 드라마    | 오! 삼광빌라!                 | 2020년                              | 본인                                        |
| 2021 | KBS1         | 시사/교양 | 우리말 겨루기                 | 2021년 8월 16일                     | 아나운서 특집                               |
| 2021 | KBS2         | 드라마    | 오케이 광자매                 | 2021년                              | 본인 (특별출연)                             |
| 2022 | KBS2         | 예능      | 슈퍼맨이 돌아왔다             | 2022년 2월 27일, 6월 17일           |                                             |
| 2022 | KBS1         | 음악      | 열린음악회                    | 2022년 5월 22일                     | 청와대 개방 특집                            |
| 2023 | SBS          | 예능      | 신발 벗고 돌싱포맨            | 2023년 1월 10일                     |                                             |
| 2023 | SBS          | 예능      | 동상이몽2: 너는 내운명        | 2023년 8월 28일                     |                                             |
|      | SBS          | 예능      | 강심장VS                      | 2013년 12월 19일                    |                                             |

### 특집
| 연도 | 방송사 | 장르      | 특집 프로그램                               | 진행 기간                         |
| ---- | ------ | --------- | ------------------------------------------- | --------------------------------- |
| 2007 | KBS2   | 예능      | 설특집 '올스타가요제'                       | 2007년 2월 17일                   |
| 2010 | KBS2   | 스포츠    | 2010 밴쿠버 동계올림픽 특집 '스무살의 비상' | 2010년 3월 2일                    |
| 2014 | KBS2   | 시사/교양 | 역지사지 토크쇼 - 대변인들                  | 2014년 4월 1일                    |
| 2014 | KBS2   | 스포츠    | 2014 브라질 월드컵 특집 따봉! 월드컵        | 2014년 4월 10일 ~ 2014년 5월 28일 |
| 2016 | KBS2   | 예능      | 설특집 '언금술사'                           | 2016년 2월 10일                   |

### 라디오
- 2007년 10월 15일 ~ 2009년 4월 27일 : KBS 2Radio 《신속배달 중국어》 106.1MHz
- 2009년 10월 26일 ~ 2010년 2월 7일: KBS 쿨FM 《FM대행진》 황정민 아나운서 출산휴가 대타
- 2015년 1월 1일 ~ 2016년 7월 17일: KBS 쿨FM 《조우종의 뮤직쇼》
- 2020년 2월 17일 ~ 2023년 12월 31일 KBS 쿨FM 《조우종의 FM대행진》 - DJ

### 스포츠 중계
- 2014년 ~ 2016년 KBS 1TV K리그 클래식
- 2014년 ~ 2016년 KBS N 스포츠 라리가
- 2014년 FIFA 월드컵 2014년 브라질 월드컵 캐스터
- 2014년 FIFA 월드컵 인천 아시안게임 캐스터
- 2015년 AFC 아시안컵 FIFA 여자 월드컵 캐스터
- 2016년 AFC U-23 축구 선수권 대회 리우데자네이루 올림픽 캐스터
- 2022년 TV CHOSUN 대한민국 축구 국가대표팀 A매치 캐스터
- 2024년 KBS 2024년 하계 올림픽 골프 캐스터

### 시상식 및 대회 사회
- 2011년 12월 11일 '2011 롯데카드 프로야구 골든글러브'
- 2011년 12월 31일 '2011 KBS 감동대상'
- 2012년 6월 28일 제7회 '2012 쿨가이 선발대회' - 맨즈헬스 코리아 주최
- 2012년 12월 30일 '2012 KBS 감동대상'
- 2015년 4월 7일 '2015 현대해상 연도대상'
- 2015년 7월 25일 ‘2015 코리아 컨벤션’ - 글로벌 사해화장품 기업 시크릿 주최
- 2015년 12월 4일 '2015 아나운서 대상' - 한국 아나운서연합회 주최
- 2016년 4월 7일 '2015 현대해상 연도대상'
- 2016년 5월 1일 '제2회 안전공감 마라톤대회' - 현대글로비스, 국토교통부, 안전생활실천시민연합 주최
- 2016년 5월 26일 '2016 생활체육대축전' - 서울특별시, 대한체육회 주최

## 광고
- 2016년 식품의약품안전처 - 안정환과 공동출연
- 2018년 카스
- AIA생명 - 손범수와 공동출연
- 2024년 간단요리사

## 수상
- 2014년 KBS 연예대상 최고 엔터테이너상
- 2015년 한국아나운서연합회 한국아나운서대상 예능부문 TV진행상
- 2015년 KBS 연예대상 베스트커플상 (with 송해)
- 2016년 제22회 대한민국 연예예술상 TV 진행상
- 2020년 KBS 연예대상 올해의 DJ상
- 2024년 SBS 연예대상 굿패밀리상
- 2024년 SBS 연예대상 남자 우수상

## 어록
- 1초 후에 다시 돌아오겠습니다.(2012년 하계 올림픽 스튜디오 진행 중)
- 제발 부탁 좀 할게요, 예? 제발요.(라디오 진행 중 청취자에게)

## 같이 보기
- 정다은
- 김나진
- 전현무
- 오상진
- 김일중
- 배성재
- 고민정
- 박지윤
- 박은영
- 오언종
- 엄지인
- 이지연
- 윤지영
- 오정연
- 도경완